# Пелед
Пеледът (Coregonus peled) са вид актиноптери от семейство Coregonidae, ендемичен за Русия.
Видът е незастрашен.
Таксонът е описан за пръв път от Йохан Фридрих Гмелин през 1789 година.